# فلاديمير مالكوف
فلاديمير مالكوف (بالروسية: Малков, Владимир Геннадьевич)‏ (15 يناير 1980 بيوشكار-أولا في روسيا - ) هو لاعب كرة قدم روسي في مركز حراسة المرمى. لعب مع نادي أورينبورغ ونادي أوليسيس ونادي بلشينا بوبرويسك ونادي ترانز نارفا وFC Neftekhimik Nizhnekamsk ‏ وFC Spartak Yoshkar-Ola ‏ وFC Volga Ulyanovsk ‏ وباتايسك-2007 ‏ وFC Diana Volzhsk ‏ وFC Nosta Novotroitsk ‏.

## وصلات خارجية
- فلاديمير مالكوف على موقع قاعدة بيانات كرة القدم.إي يو (الإنجليزية)
- فلاديمير مالكوف على موقع Soccerway.com (الإنجليزية)